# Deklaration der Rechte indigener Völker
Die Deklaration der Rechte indigener Völker (englisch Declaration on the Rights of Indigenous Peoples, UNDRIP) ist eine nicht-rechtsverbindliche Erklärung, die 2007 von den Vereinten Nationen verabschiedet wurde. In ihr werden die individuellen und kollektiven Rechte indigener Völker definiert, einschließlich der Eigentumsrechte an ihrer Kultur, Identität, Sprache, Arbeit, Gesundheit, Bildung und anderen Themen. Sie hebt das Recht der indigenen Völker hervor, ihre eigenen Institutionen, Kulturen und Traditionen zu bewahren und im Einklang mit ihren eigenen Bedürfnissen und Bestrebungen weiterzuentwickeln. Sie verbietet die Diskriminierung indigener Völker und fordert ihre uneingeschränkte und wirksame Beteiligung an allen sie betreffenden Angelegenheiten. Sie formuliert ihr Recht, anders zu bleiben und ihre eigenen Vorstellungen von wirtschaftlicher und sozialer Entwicklung umzusetzen.
Die Deklaration soll Länder dabei unterstützen, mit ihren indigenen Völkern zusammenzuarbeiten, um für globale Probleme wie Entwicklung, Multikulturalismus und Dezentralisierung Lösungen zu entwickeln. Gemäß Artikel 31 ist oberstes Ziel, dass indigene Völker ihr kulturelles Erbe und ihre kulturelle Entwicklung gegenüber den dominanten Nationalstaaten schützen können.

## Geschichte
Erste Bestrebungen im Sinne dieser Deklaration gab es 1923 und 1924 durch die Arbeit des Haudenosaunee-Häuptlings Deskaheh und des Māori-Führers Tahupōtiki Wiremu Rātana (1873–1939), die jeweils erfolglos versucht hatten, Vertragsbrüche von Kanada bzw. Neuseeland beim Völkerbund, der Vorgängerorganisation der Vereinten Nationen, zur Sprache zu bringen.
1981 erschien eine Studie des UN-Sonderberichterstatters José Martínez Cobo zum Problem der Diskriminierung von indigenen Völkern, was 1982 zur Gründung der UN-Arbeitsgruppe über Indigene Bevölkerungen (UNWGIP) durch den Wirtschafts- und Sozialrat der Vereinten Nationen (ECOSOC) führte, wodurch das Thema wieder international auf die Tagesordnung kam. Erklärtes Ziel der UNWGIP war, ein grundlegendes Dokument zu schaffen, dass zum Schutz von Rechten und Privilegien indigener Völker beitragen sollte.

Ratifikationsstaaten der ILO 169

1989 beschloss die Internationale Arbeitsorganisation (ILO) das Übereinkommen über eingeborene und in Stämmen lebende Völker in unabhängigen Ländern (ILO 169), welches bis heute die einzig rechtlich verbindliche Norm bezüglich Indigenen-Rechte darstellt. Der Deutsche Bundestag hat am 15. April 2021 beschlossen, das Abkommen als 24. Land zu ratifizieren, anders als die USA, Russland, die Volksrepublik China, Australien, Kanada u. v. a.
Von 1994 bis 2006 gab es zahlreiche Entwürfe für die UN-Deklaration der Rechte indigener Völker, 1993 bei der Wiener Weltkonferenz über Menschenrechte wäre es fast zu einem Beschluss gekommen (Vienna Declaration and Programme of Action, Part II, paragraph 29). Widerstände gab es insbesondere wegen Bestimmungen der Erklärung, wie dem Recht der indigenen Völker auf Selbstbestimmung und die Kontrolle über die natürlichen Ressourcen auf angestammten Gebieten der indigenen Völker.
Am 13. September 2007 stimmte schließlich die UN-Generalversammlung mit einer breiten Mehrheit von 144 Ländern für die Deklaration, es gab vier Gegenstimmen und elf Enthaltungen. 2016 revidierten Kanada, Australien, Neuseeland und die USA, die 2007 gegen die Deklaration gestimmt hatten, was zu intensiven Auseinandersetzungen in den jeweiligen Staaten führte, offiziell ihre ablehnende Haltung und erklärten, die Deklaration jetzt zu unterstützen.

## Ziele
Die Vereinten Nationen verabschiedeten diese Deklaration als Konsequenz aus den geschichtlichen Erfahrungen und der immer noch anhaltenden Gewalt und dem Unrecht, denen indigene Personen und Völkern ausgesetzt sind, um Maßstäbe für einen menschenrechtskonformen Umgang mit diesen zu setzen.
Diese Deklaration ist eine Erklärung, aber kein völkerrechtlich verpflichtendes Dokument, da indigener Völker keine Nationalstaaten sind und deshalb auch nicht dem Schutz des Völkerrechts beim Internationalen Gerichtshof unterstehen. Der Artikel 40 der Deklaration spricht indigenen Völkern ein Recht auf faire Verfahren zur Beilegung von Konflikten und Auseinandersetzungen zu, benennt jedoch keine Rechtsinstanz, vor der indigene Völker ihre Interessen vertreten könnten.
Die Deklaration hat nicht das Ziel, neues Recht zu schaffen, die UNDRIP definiert die Bereiche, in denen indigenen Völkern Gerechtigkeit widerfahren müsse, v. a. hinsichtlich des Schutzes von Kultur, Traditionen, gesellschaftlicher Institutionen dem Streben nach einer selbstbestimmten Entwicklung.

## Inhalte
Die Deklaration ist in 23 Präambelklauseln und 46 Artikeln strukturiert. Die meisten Artikel formulieren, wie der Staat die Rechte von Indigenen fördern und schützen soll.
Hauptthemen der Artikel sind:
- Selbstbestimmungsrechte indigener Individuen und Völker mit Differenzierung zwischen Einzelpersonen und Gruppen (siehe auch Territorialautonomie) (Artikel 1–8; 33–34)
- Rechte Indigener, ihre Kultur mit Gewohnheiten, Sprachen, Bildung, Medien und Religion zu schützen (Artikel 9–15, 16, 25 und 31)
- Das Recht der indigenen Völker auf eigene Regierungsführung und wirtschaftliche Entwicklung (Artikel 17–21, 35–37)
- Gesundheitsrechte (Artikel 23–24)
- Schutz von Untergruppen wie älteren Menschen, Frauen und Kinder (Artikel 22)
- Rechte bezüglich Landeigentum (inklusive Entschädigung oder Rückgabe von Land (Artikel 10) und Umweltfragen (Artikel 26 bis 30 und 32))
- Bedeutung dieses Dokument für zukünftige Fragestellungen (Artikel 38–46).[13]

## Rezeption
Im Februar 2020 beschrieb die für die Indigenen-Angelegenheiten zuständige Sektion der Hauptabteilung Wirtschaftliche und Soziale Angelegenheiten der Vereinten Nationen die Deklaration als das weitreichendste internationale Instrument zum Schutz der Rechte indigener Völker. Es etabliere einen universellen Rahmen von Mindeststandards, um das Überleben, die Würde, das Wohlergehen der indigenen Völker zu sichern. Außerdem stelle sie sie in Beziehung zu anerkannten Menschenrechtsstandards und zu fundamentalen Freiheiten, die in der spezifischen Situation indigener Völker Gültigkeit haben.
Als Erklärung der UN-Generalversammlung ist die UNDRIP kein völkerrechtverbindliches Instrument. Entsprechend einer UN-Presseerklärung repräsentiere die Deklaration die dynamische Weiterentwicklung internationaler Rechtsnormen und reflektiere die Übereinstimmung der UN-Mitgliedsstaaten, diese in bestimmte Richtungen weiterzubewegen; die Vereinten Nationen beschreiben sie als wichtigen Standard für den Umgang mit indigenen Völkern, welcher unzweifelhaft ein bedeutendes Instrument zur Verhinderung von Menschenrechtsverletzungen gegen die 370 Mio. Ureinwohner und eine Unterstützung in ihrem Kampf gegen Diskriminierung und Marginalisierung sein werde.
Nach Ansicht des kanadischen Historikers Ken Coates von der University of Saskatchewan liege die Bedeutung der UNDRIP darin, dass sie für den Bereich Indigene Völker historische Missstände, aktuelle Herausforderungen und für die Zukunft sozioökonomische, politische und kulturelle Zielsetzungen dokumentiere. Sie stelle den Wendepunkt jahrzehntelanger Bemühungen der Indigenen-Organisationen dar, sich internationale Wahrnehmung, Anerkennung für ihre Bestrebungen und Unterstützung für ihre politische Agenda zu sichern. UNDRIP finde starke Resonanz bei den indigenen Völkern, während die nationalen Regierungen die Auswirkungen der Deklaration noch nicht in vollem Umfang übersehen würden.